# Bataille de Kobané
Guerre civile syrienne
Batailles
La bataille de Kobané ou bataille d'Aïn al-Arab se déroule lors de la guerre civile syrienne. Elle débute le 13 septembre 2014, par une offensive des forces djihadistes de l'État islamique sur la ville de Kobané (Ayn al-Arab en arabe, aussi appelée Ayn al-Islam par les djihadistes), défendue par les troupes kurdes des YPG et des groupes alliés. Malgré l'intervention de la coalition menée par les États-Unis qui effectue plusieurs bombardements à partir du 23 septembre, les djihadistes progressent et atteignent Kobané le 1er octobre. Après plusieurs jours de combats aux abords de la ville, les djihadistes y entrent le 6 octobre et dès le 10, ils en contrôlent la moitié. À partir de cette date cependant, le front se stabilise et les YPG parviennent à contenir les assauts des djihadistes. Progressivement, les Kurdes regagnent du terrain grâce au soutien des forces aériennes de la coalition et repoussent les troupes de l'État islamique hors de la ville le 26 janvier 2015. Finalement le 14 juin 2015, après plusieurs mois de combats dans les villages, les forces kurdes du canton de Kobané (en) et celles du canton de Cizîrê (en), venues de l'est, font leur jonction près de Tall Abyad.
La ville de Kobané et son canton sont stratégiques pour les Kurdes des YPG, branche armée du PYD, car sa perte ruinerait le projet d'un Kurdistan autonome en Syrie et rendrait impossible la création d'un Rojava uni reliant les trois cantons kurdes. Pour les djihadistes de l'État islamique, l'enjeu est moins stratégique que symbolique, ces derniers cherchent à remporter une victoire contre les YPG, qui jusqu'alors les avaient presque toujours vaincus, et à défier la coalition en affirmant que cette dernière est incapable de freiner leur progression, malgré des moyens techniques supérieurs. Enfin la Turquie déploie son armée sur sa frontière sans la franchir, accueille des réfugiés kurdes mais empêche les assiégés de recevoir des secours. Le pays est alors en négociations avec le PKK après plus de trente ans de guerre, et bien qu'ayant rallié la coalition contre l'État islamique, ses principaux objectifs sont avant tout la chute du régime de Bachar el-Assad et d'enrayer la création d'un Rojava autonome qui pourrait servir de base arrière au PKK et relancer le conflit sur le sol turc,,,,,.
La bataille a été comparée à la bataille de Stalingrad par la presse internationale,,. 
Cette bataille a fait l'objet du film Kobanê produit en 2022 par la Rojava Film Commune.

## Forces en présence

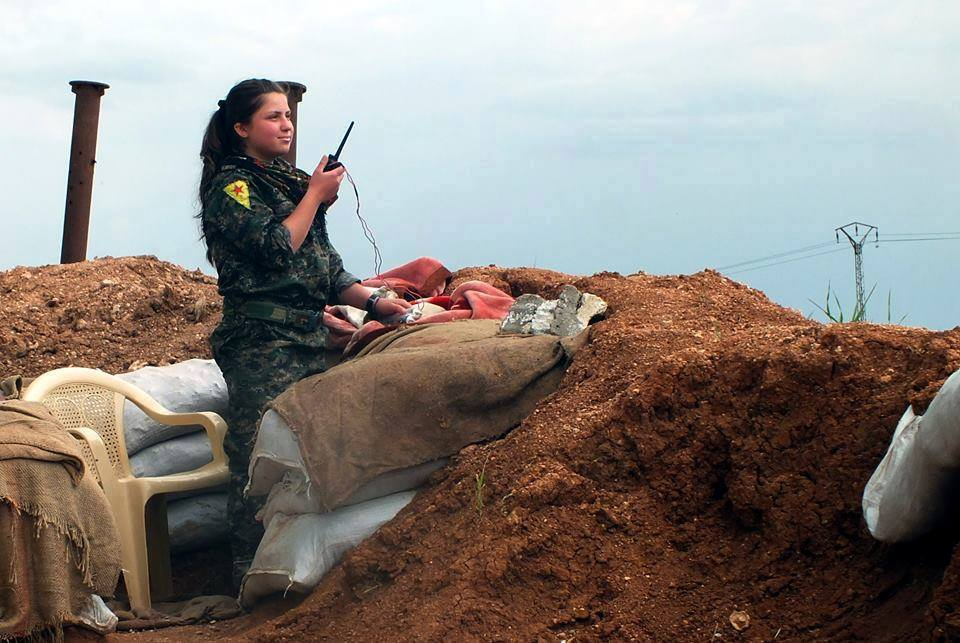
Une combattante des YPG en 2014.

Le 13 septembre 2014, les djihadistes de l'État islamique lancent une offensive contre la ville de Kobané défendue par les forces kurdes des YPG qui avaient repoussé une première attaque contre la ville en juillet,,,.
La ville de Kobané (d'après le kurde), était peuplée avant la guerre de 60 000 habitants et, au moment de l'offensive djihadiste, la ville accueillait déjà 200 000 déplacés qui avaient fui de précédents combats. La ville et ses environs sont défendus par plusieurs milliers d'hommes et de femmes des YPG, renforcés pendant les combats par des forces du PKK. Dès le début des combats, des hommes de l'armée syrienne libre prennent également part à la bataille aux côtés des forces kurdes,, ainsi que des forces du Jabhat al-Akrad. Les groupes présents liés à l'ASL sont : la Brigade des révolutionnaires de Raqqa, la brigade de Jarablous (en), l'armée al-Qassas (en), les brigades de l'aube de la liberté (en), les bataillons Chams al-Chamal et Osod al-Sferah. Le même mois ces brigades avaient fondé avec les YPG un centre d'opérations conjoint appelé « Bourkan al-Firat » (Euphrate),. Le 30 octobre, Nizar al-Khatib, un officier de rebelle, affirme que 400 hommes de l'ASL combattent à Kobané, dont 200 engagés dès le début des combats. Le 31 octobre, 155 peshmergas sont également envoyés en renfort par le Gouvernement régional du Kurdistan, ils sont relevés par un autre détachement du même nombre le 5 décembre.
L'État islamique engage cependant cette fois des forces plus importantes qu'en juillet ; 30 000 hommes se lancent à l'assaut de la ville, soutenus par 30 à 50 chars, principalement des T-55 et des T-72 mais aussi au moins un char M1 Abrams capturé en Irak,. En cours de la bataille, le nombre des hommes de l'EI augmente à 7 000, voire 9 000. De plus, les djihadistes disposent également de pièces d'artillerie lourde et de lance-roquettes multiples de 220 mm, tandis que les YPG, moins bien équipés, ne disposent que d'armes légères, de lance-roquettes RPG-7, de mitrailleuses lourdes DShK et de blindés artisanaux.
Le 1er novembre 2014, l'Observatoire syrien des droits de l'homme (OSDH) estime que le nombre de combattants présents sur place est alors de 1 500 à 2 000 pour les YPG et de 3 000 à 4 000 pour les djihadistes de l'État islamique. Mi-novembre, le journal La Croix évoque 5 000 Kurdes et 8 000 djihadistes engagés dans la bataille.
Plusieurs noms ont été donnés à propos des commandants des forces kurdes à Kobané. Selon Reuters, ces forces sont dirigées par Esmat al Cheikh, chef du conseil de défense de la ville et le numéro deux est Öcalan Iso,,. D'après l'OSDH, les YPG sont commandés par Mayssa Abdo (en), dite Narine Afrine et Mahmoud Barkhodan,,. Et pour Pierre Barbancey, envoyé spécial de L'Humanité, le commandant des forces kurdes à Kobané est le général Jamil Mazloum. Concernant les djihadistes, selon Romain Caillet, chercheur à l'institut français du Proche-Orient, le chef des opérations de l'État islamique à Kobané est Abou Khattab al-Kourdi,.

## Déroulement

### Conquête des villages par l'État islamique

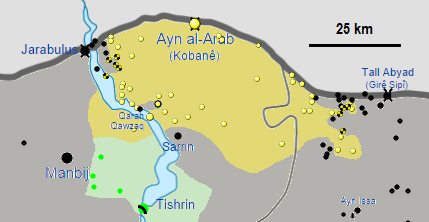
Situation du front le 13 septembre 2014, peu avant l'offensive de l'État islamique sur Kobané.
Zone contrôlée par les YPG
Zone contrôlée par l'État islamique
Zone contrôlée par l'armée syrienne libre et le Front islamique

Lors des deux premiers jours d'affrontements, les forces de l'État islamique s'emparent de 16 villages aux abords de la ville et exécutent sommairement au moins trois personnes,. Au moins huit combattants kurdes des YPG et six djihadistes sont tués dans les combats des 16 et 17 septembre selon l'Observatoire syrien des droits de l'homme (OSDH). La ville de Kobané commence alors à être prise en tenaille. Depuis plusieurs mois, l'approvisionnement de la ville en eau et en électricité a été coupé par les djihadistes.
Le 18 septembre, les YPG demandent le soutien du PKK et des autres groupes armés kurdes. En Turquie, le PKK appelle à la mobilisation de volontaires. Le soir du 18 septembre, l'EI occupe 21 villages à l'est et à l'ouest de la ville de Kobané qui se retrouve encerclée, sauf au nord, sur sa zone frontalière avec la Turquie. Cinq djihadistes et six YPG sont tués selon l'OSDH. Le lendemain, l'EI s'empare de 40 villages et progresse à 20 kilomètres de Kobané,. Les villageois prennent la fuite, mais 800 d'entre eux restent à la merci de l'État Islamique et leur sort est inconnu selon l'OSDH. Des témoignages de réfugiés kurdes font cependant état de meurtres, de viols, de pillages et de décapitations,,,.
La Turquie ouvre sa frontière aux 4 000 réfugiés kurdes, en majorité des femmes, des enfants et des personnes âgées qui s'étaient massés la veille en face du village turc de Dikmetas,. Par la suite, les réfugiés affluent ; au matin du 20 septembre 45 000 Kurdes ont franchi la frontière selon les autorités turques. Le même jour, Massoud Barzani, président du Kurdistan irakien, demande à la coalition internationale d'intervenir et d'« utiliser tous les moyens » pour secourir la ville de Kobané assiégée par l'État islamique.
Selon l'OSDH, au moins 18 djihadistes de l'EI, dont un Chinois, sont tués, ainsi que quatre YPG dans les combats livrés la nuit du 19 au 20 septembre. Les deux camps reçoivent des renforts. Pendant la nuit, un groupe de 300 à 500 combattants kurdes venus de Turquie vient soutenir les YPG,. Le jour suivant, 600 autres combattants auraient également afflué du reste du Kurdistan syrien. De leur côté les djihadistes de l'EI engagent désormais 7 000 hommes dans la bataille.
Le 20 septembre, les djihadistes progressent à l'est de Kobané et arrivent à une dizaine de kilomètres de la ville sur certaines parties de la ligne de front,. Dans la soirée, le nombre de personnes réfugiées en Turquie est de plus de 70 000. Selon l'OSDH, les combats livrés du 16 au 20 septembre ont fait au moins 27 morts chez les YPG et 37 du côté de l'EI, tandis qu'au moins 11 civils ont été exécutés par les djihadistes.
Le 21 septembre, la Turquie ferme sa frontière dans le sens des départs vers la Syrie, afin d'empêcher d'autres combattants kurdes de Turquie de partir se battre à Kobané. Afin de mieux contrôler les flots de réfugiés, les Turcs ferment d'autres postes-frontières et ne gardent ouvert que celui de Mürşitpınar (tr). Le matin du 22 septembre, le nombre des réfugiés kurdes est de plus de 130 000,. Selon l'OSDH, deux combattants kurdes et 10 djihadistes sont tués le 21 septembre dans les combats de Kobané. Des heurts ont lieu avec les forces turques, certains kurdes voulant retraverser la frontière pour combattre l'EI,.
Le matin du 22 septembre, le YPG déclare dans un premier bilan que les combats livrés à Kobané depuis le 15 septembre ont fait 32 morts dans leurs rangs contre plus de 230 du côté des djihadistes qui selon eux auraient également perdu quatre chars et 20 véhicules détruits. Le 22 septembre, selon l'OSDH, les YPG parviennent à contenir l'offensive de l'EI au sud et l'ouest, les Kurdes affirment que les djihadistes auraient même reculé à l'est. Cinq Kurdes des YPG et 24 combattants de l'EI sont tués selon d'OSDH,,. En revanche selon RFI, les forces de l'EI sont à six kilomètres de la ville. En Turquie le flot des réfugiés ralentit, 6 000 personnes passent la frontière le 23. 
La nuit du 23 au 24 septembre, aux environs de minuit, l'aviation américaine intervient pour la première fois à Kobané et bombarde les positions djihadistes à près de 35 kilomètres à l'ouest et au sud de la ville. Le 24, les combats se poursuivent à l'ouest et au sud et malgré les frappes aériennes américaines, les djihadistes progressent au sud et sont à sept kilomètres de la ville. Douze djihadistes et huit YPG sont tués selon l'OSDH,.

État des lignes de front près de Kobané, du 16 septembre au 1er octobre.
Ligne de front en mars 2014
Ligne de front le 18 septembre
Ligne de front le 21 septembre
Ligne de front le 24 septembre

Le 26 septembre, en Turquie, plusieurs centaines de Kurdes turcs et syriens parviennent à faire une brèche dans les barbelés et à passer en Syrie pour renforcer les défenseurs de Kobané. Ce jour-là, les affrontements se poursuivent dans le village de Ali Shar, à l'est de la ville. Les djihadistes prennent l'avantage et parviennent à s'emparer du village. Selon l'OSDH, les combats ont fait au moins sept morts dans les rangs de l'État islamique. Le même jour, des échanges de tirs ont également lieu entre des gardes-frontières turcs et des djihadistes.
Le 27 septembre, la coalition effectue de nouvelles frappes aériennes contre deux véhicules et un bâtiment de l'État islamique, dans le village de Ali Shar ou Eleshar, à l'est de Kobané. Selon l'OSDH, ces bombardements tuent 3 djihadistes et 15 au total ont été tués par les frappes de la coalition effectuées le 24 et le 27,. De son côté, l'État islamique commence pour la première fois depuis le début de l'offensive, à effectuer des tirs d'artillerie sur Kobané depuis une colline située à huit kilomètres à l'est de la ville. Ces tirs de roquettes font au moins 12 blessés civils, et provoquent la fuite de plusieurs centaines d'habitants supplémentaires vers la Turquie. Le même jour, selon l'OSDH, les combats entre YPG et l'EI font cinq morts chez les premiers contre neuf tués pour les seconds et les Kurdes parviennent à reprendre le village d'Ali Shar. 
Le 28 septembre, le nombre des volontaires kurdes venus en renfort de Turquie depuis le 24 du même mois est alors de 1 500 selon l'OSDH, et de 1 800 d'après les forces kurdes. Certains volontaires arrivent même d'Europe. Après une matinée calme, les combats reprennent dans l'après-midi et se poursuivent dans la soirée. Les djihadistes progressent encore à l'est et s'emparent de trois villages,. Ce jour-là, selon l'OSDH, au moins sept djihadistes sont tués par les YPG, tandis que des tirs d'artillerie effectués par l'EI font un mort et quatre blessés parmi les habitants de Kobané,.
Le 29 septembre, les forces djihadistes progressent à moins de cinq kilomètres au sud et au sud-est de Kobané. L'EI tire 16 roquettes sur la ville, tuant au moins trois civils. Le même jour, l'armée turque déploie une quinzaine de chars sur sa frontière près de Kobané. Le gouvernement turc évoque alors la possibilité de participer militairement à la coalition contre l'État islamique,,,. Selon l'OSDH, les combats du 29 à Kobané font au moins neuf morts chez les Kurdes et six tués du côté de l'EI.
À l'aube du 30 septembre, la coalition effectue deux frappes aériennes contre l'État islamique près de Kobané, l'une à l'est de la ville, l'autre à l'ouest. Ce jour-là, Issa Khaled, le numéro 2 du PYD, présent à Kobané déclare : « La situation est très grave, très grave ! Nous avons salué l’intervention des frappes aériennes. Mais ça ne suffit pas pour qu’elles soient efficaces. Il faut d’abord une coordination avec les unités de protection du peuple qui font face à ces terroristes, ces barbares, depuis deux ans. Puis il faut donner des moyens de défense à ces unités. Des moyens de défense, surtout des anti-chars ».
Le même jour, les djihadistes progressent à 2 ou 3 kilomètres de Kobané malgré trois frappes américaines à Mazra al-Dawoud, à l'est de la ville. Selon l'OSDH, le bilan des combats du 30 septembre est de 12 morts pour les kurdes contre deux djihadistes tués, l'un par les YPG, l'autre par une frappe aérienne. 10 personnes capturées à Kobané sont également décapitées par les djihadistes parmi lesquelles un civil, quatre combattants arabes de l'armée syrienne libre et cinq combattants kurdes des YPG, dont trois femmes, leurs têtes sont exhibées dans la ville de Jarablous,,,,.

### Combats aux abords de la ville de Kobané

Position de la colline de Machtanour (en orange) par rapport à la ville de Kobané (en gris).

Le 1er, l'aviation américaine effectue au moins cinq frappes sur les lignes djihadistes,. Un char de l'État islamique est détruit et 18 hommes sont tués,,, tandis que les combats entre Kurdes et djihadistes font sept morts chez les premiers, cinq pour les seconds. Les affrontements livrés la nuit du 1er au 2 octobre sur les limites de Kobané sont particulièrement violents, une partie des forces djihadistes serait même parvenue à entrer dans la ville,. Selon l'OSDH, Kobané et ses villages environnants sont alors vidés de 80 à 90 % de leurs habitants. Les combats ont lieu principalement au sud-est de la ville, au moins sept combattants kurdes et 16 djihadistes sont tués dans la matinée du 2 octobre, et un civil est également tué par l'EI,. L'attaque sur la ville est finalement repoussée de justesse, cependant les Kurdes perdent encore six villages et la colline de Zorava, à l'ouest.
Le 2 octobre, le leader du PKK, Abdullah Öcalan, alors emprisonné sur l'île d'İmralı, accuse la Turquie de complicité avec les djihadistes et menace de rompre les négociations de paix avec l'état turc si Kobané venait à tomber aux mains de l'État islamique. Le même jour, après un vote au parlement qui autorise l'armée à mener des opérations contre les djihadistes, la Turquie annonce soutenir la coalition contre l'EI. Le lendemain, le Premier ministre turc Ahmet Davutoğlu affirme que la Turquie fera « tout ce qu'elle peut » pour empêcher la chute de Kobané.
Le matin du 3 octobre, après une nuit calme, les hommes de l'État islamique bombardent intensivement la ville en tirant plus de 80 obus de mortier. Les Kurdes ripostent et pilonnent à leur tour un village à l'est. Les djihadistes engagent alors deux de leurs chars qui ouvrent le feu à l'est de la ville. Les échanges de tirs se poursuivent également à l'ouest et au sud, au moins sept djihadistes et 15 combattants kurdes (dont un accidentellement) sont tués dans les combats,,,,. Ce jour là, Esmat al Cheikh, le commandant des YPG à Kobané, déclare à l'agence Reuters : « Nous nous retrouvons assiégés dans une zone de plus en plus réduite. Nous ne recevons plus de renforts et la frontière est 
fermée. En cas de victoire de l'EI, il faut s'attendre à un massacre général ».
La nuit du 3 au 4 octobre, la coalition frappe dans quatre zones au sud et au sud-est de Kobané et tue cinq djihadistes selon l'OSDH. Un véhicule blindé de transport de troupe, un pick-up, un bâtiment et trois positions d'artillerie sont également détruits par les bombardements. Toujours selon l'OSDH, 12 Kurdes des YPG et 18 djihadistes de l'EI meurent pendant les affrontements de la journée du 4 octobre. Dans la soirée les forces de l'État islamique parviennent à s'emparer d'une partie de la colline de Machtanour, située au sud-est de la ville, mais leur progression est freinée pendant la nuit par les forces aériennes de la coalition qui effectuent sept frappes et tuent plusieurs hommes de l'EI. La prise de la colline de Machtanour, qui domine Kobané, faciliterait aux djihadistes la prise de la ville. Les combats livrés la nuit du 4 au 5 octobre font 11 morts pour les YPG et 16 tués du côté de l'EI.
Le 5 octobre, à l'est de Kobané, encerclée par les djihadistes et à court de munitions, une capitaine des YPG nommée Dilar Gencxemis et identifiée sous le nom de guerre de Arin Mirkan se jette sur un groupe d'assaillants et effectue une attaque-suicide. Après avoir lancé plusieurs grenades, elle actionne, selon les versions, soit une ceinture d'explosifs ou bien sa dernière grenade, causant la mort de plusieurs hommes de l'État islamique,,. Il s'agit de la première attaque kamikaze effectuée par un membre des YPG,,. L'assaut des djihadistes est repoussé, selon l'OSDH 20 YPG et 27 djihadistes sont tombés dans les combats du 5 octobre,.

### Entrée des djihadistes à Kobané et conquête de la moitié de la ville

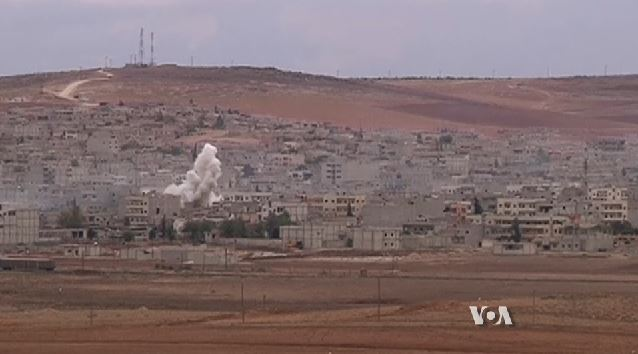
Vue de la colline de Machtanour depuis la Turquie, le 6 novembre 2014.

L'État islamique lance un nouvel assaut la nuit du 5 au 6 octobre à l'est et à l'ouest de Kobané. Lors des combats, un groupe de 20 djihadistes tombe dans une embuscade dans une rue de la ville et tous ses membres sont tués par les combattants des YPG,. Mais après plusieurs heures d'affrontements, les djihadistes parviennent à entrer dans la ville sur son côté est, où ils hissent deux drapeaux sur un bâtiment et sur la colline de Machtanour,. Environ 2 000 à 2 500 assaillants pénètrent dans la cité,. Les combats se poursuivent le reste de la journée dans les quartiers Maqtala al-Jadida et Kani Arabane, à l'est,. Dans la soirée, les djihadistes s'emparent de ces deux quartiers ainsi que de la cité industrielle, provoquant la fuite de plusieurs centaines de civils encore sur place. Au total, au moins 34 djihadistes et 16 combattants kurdes meurent à Kobané le 6 octobre selon l'OSDH,.
Le soir du 6 octobre, le conseil militaire de Kobané donne l'ordre aux derniers habitants de quitter la ville qui est déclarée « zone militaire ». Un premier groupe de 700 personnes, civils et combattants YPG, dont 47 blessés, se replient en Turquie pendant la nuit,. Au total, 20 000 civils sont évacués, mais plusieurs centaines d'autres refusent de partir.
Le 7 octobre à Kobané, les combats de rue s'étendent à l'ouest et au sud de la ville, les djihadistes abandonnent toutefois quelques rues à l'est. Pendant la nuit, la coalition effectue des frappes aériennes dans la zone de la colline de Machtanour, à l'est et au sud-est, mais sans infliger de pertes significatives selon les Kurdes. Huit autres frappes ont lieu dans la journée,,, causant la mort d'environ 40 djihadistes tandis que les combats de rue entre les YPG et les hommes de l'EI font huit tués chez les premiers, douze pour les seconds,,. Les bombardements sont plus efficaces que les jours précédents, les forces de l'EI sont frappées sur leurs arrières et ont un char endommagé et sept véhicules détruits. Les djihadistes reculent dans les quartiers est et abandonnent leurs positions à l'ouest de la ville qui repasse sous le contrôle des YPG,.
Le 8 octobre, les djihadistes reçoivent des renforts venus du gouvernorat de Raqqa et repartent à l'assaut. Les combats se poursuivent à l'est dans les quartiers Maqtala al-Jadida et Kani Arabane, et au sud, dans la zone industrielle. À l'est, un kamikaze effectue une attaque-suicide avec un camion piégé. De leur côté, les aviations américaines et jordaniennes effectuent six frappes dans la journée, visant les positions de l'État islamique au sud de la ville, mais le même jour le Pentagone déclare que les bombardements à eux seuls ne seront pas suffisants pour sauver la ville,,,,.
La nuit du 8 au 9 octobre, les forces de l'État islamique reprennent l'avantage et s'emparent du siège des Assayech, les forces de sécurité kurdes qui assurent les fonctions de police. Lors de ces combats, Sido Jammo un chef des Assayech et plusieurs de ses hommes sont tués. Malgré deux frappes de la coalition, les djihadistes tiennent un tiers de la ville le matin du 9 octobre et leurs forces sont proches de la zone appelée « le carré de sécurité », où se trouvent des bâtiments officiels et le commandement des YPG,. Dans la journée, l'aviation américaine frappe cinq fois au sud de la ville.
Le 10 octobre, les forces de l'État islamique se lancent à l'assaut du « carré de sécurité », en attaquant à l'est et au sud-est de cette zone. En milieu de journée, tout le « carré de sécurité » tombe aux mains des djihadistes, dont le complexe militaire des YPG et le siège du conseil local de Kobané, l'EI contrôle alors 40 % de la ville. Les djihadistes se portent ensuite vers le poste-frontière avec la Turquie situé au nord, afin de couper toute voie de repli aux forces kurdes,,. Dans l'après-midi un kamikaze se fait exploser avec un camion près de la mosquée de la ville, à l'ouest de la zone de sécurité. De leur côté les forces de la coalition frappent à quatre ou cinq reprises, mais selon l'OSDH aucune perte n'est rapportée. L'OSDH indique également que les hommes de l'État islamique auraient utilisé des uniformes et des drapeaux des YPG afin de tromper leurs ennemis. Cependant, un groupe de djihadistes tombe dans une embuscade tendue par des YPG qui leur tuent dix hommes,. Au total selon l'OSDH, six YPG et 21 djihadistes sont tués dans les combats de la journée.

### Stabilisation de la ligne de front

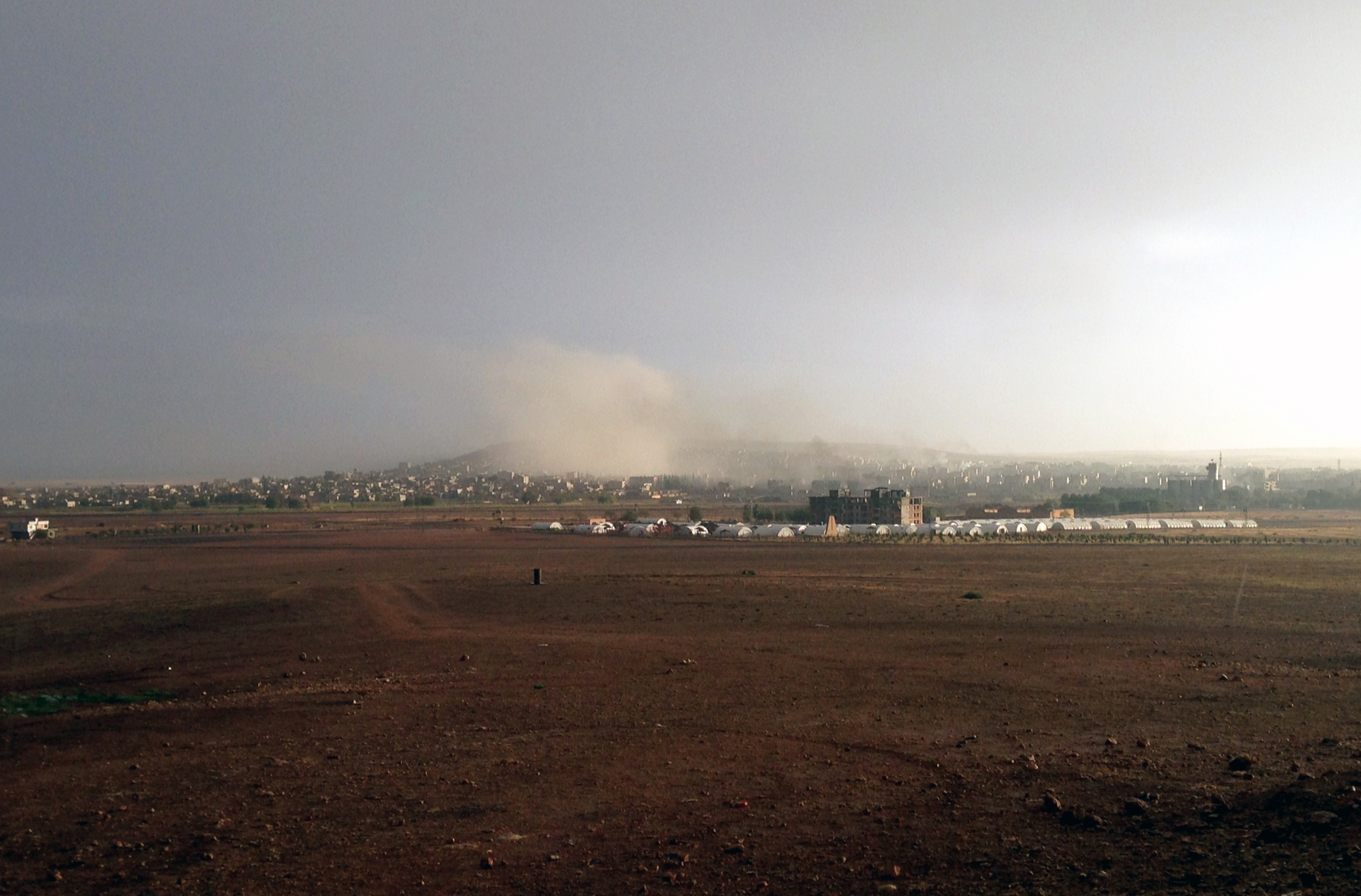
Vue de Kobané, depuis la Turquie, le 16 octobre 2014.

Le soir du 10, les djihadistes repartent à l'assaut et de violents combats ont lieu pendant la nuit, notamment au sud. Mais les Kurdes résistent, et la ligne de front n'évolue pas sensiblement à Kobané le 11 octobre,. Une tentative des djihadistes d'entrer dans la ville par l'ouest et le sud-ouest est repoussée par les assiégés,. Les combats entre les YPG et les hommes de l'EI font au moins huit tués chez les premiers contre 36 pour les seconds selon l'OSDH. Abou Mohammad al-Amriki, un commandant de l'État islamique, figure parmi les morts,. De son côté, la coalition effectue neuf frappes aériennes, détruisant des véhicules et infligeant des pertes.
Le 12 octobre, l'État islamique envoie à nouveau des renforts à Kobané, dont beaucoup de nouvelles recrues sans expérience du combat d'après l'OSDH. Rami Abdel Rahmane, le directeur de l'OSDH, déclare : « Il s'agit bien d'une bataille cruciale pour eux : s'ils prennent Kobané, la lutte contre l'EI en Syrie va durer très longtemps. Mais s'ils n'y arrivent pas, cela va porter un coup dur à leur image auprès des djihadistes. Ils ont mis tout leur poids dans cette bataille ». Cependant les combats sont de faible intensité dans la matinée. Les djihadistes tirent onze roquettes sur la ville mais les YPG parviennent à progresser d'une cinquantaine de mètres à l'est, en direction de leur ancien QG,. Les djihadistes reprennent l'offensive dans la soirée. Selon l'OSDH les affrontements font cinq morts chez les YPG et 14 du côté de l'EI, sans compter plusieurs autres djihadistes tués par les frappes de la coalition.
Le matin du 13 octobre, au sud de Kobané, les forces de l'État islamique subissent quatre frappes de la coalition, suivies d'une attaque des YPG qui reprennent deux positions tenues par l'EI, tuent au moins 13 djihadistes et s'emparent d'armes lourdes. À l'ouest, les Kurdes s'emparent également d'une colline, reprennent le village de Tel Shayer et repoussent les djihadistes à 7 kilomètres de la ville,,. Ils progressent également un temps à l'est, mais les djihadistes maintiennent la pression au nord-est près du poste-frontière de Mürşitpınar (tr),. Les hommes de l'EI effectuent trois attaque-suicides, dont deux au nord, puis dans l'après-midi ils reprennent à leur tour du terrain et s'emparent du centre culturel de Kobané, situé au centre de la ville. À la fin de la journée, les djihadistes contrôlent la moitié de la ville,,,,. Les combats ont fait plus de six morts chez les YPG, neuf pour l'EI.
Les 13 et 14 octobre, les forces aériennes américaines et saoudiennes frappent à 21 reprises à Kobané et ses abords et freine la progression de l'État islamique,,,. Les bombardements tuent au moins 32 djihadistes à Kobané et ses environs selon l'OSDH, tandis que plus de cinq YPG et sept djihadistes, dont trois kamikazes, meurent dans les combats de rues. Les affrontements se poursuivent dans la ville près de la mosquée al-Kabir à l'ouest de la « zone de sécurité », près de la mosquée al-Haj Rashad, dans le quartier al-Jamarek et près du jardin public al-Hurrya. Les attaques des forces aériennes et des troupes kurde au sol sont mieux coordonnées et les djihadistes commencent à perdre du terrain, la colline de Mishtenur qui surplombe le centre-ville est reprise par les YPG.
Le 15, les YPG reprennent deux positions aux djihadistes dans le quartier Kani Arabane, au nord-est de la ville,. Le moral remonte dans le camp des Kurdes,. Le 16, les YPG poursuivent leur progression et se rapprochent de la zone de sécurité à l'est et des combats ont également lieu au sud-est du marché al-Hal et près du siège des Assayech. Des commandants kurdes affirment également avoir bénéficié des frappes aériennes de la coalition, plus importantes et plus efficaces que les jours précédents. De leur côté, les djihadistes effectuent de nouveaux bombardements dans la soirée et tirent au moins 16 obus,,,.
Le 17, les djihadistes contrôlent toujours 50 % de la ville. Ces derniers tirent au moins 28 obus de mortier, tandis que la coalition poursuit ses frappes et détruit plusieurs véhicules. Les djihadistes dissimulent leurs blindés dans des bâtiments et pendant la nuit du 16 au 17, ils tentent de reprendre les deux positions perdues deux jours plus tôt. Les combats se poursuivent à l'ouest de la zone de sécurité et sur la place al-Hurreyyi. Les YPG attaquent également un poste situé au sud-ouest de la ville,,,,,
L'État islamique envoie à nouveau des renforts le 17 et le 18 octobre, mais de leur côté les Kurdes parviennent également à obtenir des secours par le village de Tel Shayer, à l'ouest. Pendant la nuit du 17 au 18, les djihadistes lancent un assaut dans le centre de la ville, mais l'attaque est repoussée par les YPG tandis que l'aviation de la coalition frappe à cinq reprises,. Les combats se poursuivent dans la matinée au quartier Kani Arabane et près d'al-Sena’a et huit hommes de l'EI sont tués dans une embuscade près du bâtiment al-Baladia. À l'ouest les YPG progressent et reprennent le bâtiment al-Eza’a. Deux djihadistes, dont un adolescent, sont capturés et exécutés sommairement par des hommes de la brigade révolutionnaire de Raqqa. Le reste de la journée, les forces de l'EI poursuivent leur effort au nord de la ville, au moins 41 obus sont tirés sur la zone du poste-frontière, dont trois atterrissent en Turquie. Les djihadistes lancent ensuite un assaut, mais il est repoussé par les YPG,. Selon l'OSDH, les YPG déplorent au moins sept morts tandis que 16 djihadistes, dont deux kamikazes, sont tués dans les combats contre les YPG et que 15 autres périssent dans les frappes de la coalition. L'OSDH indique également que les hommes de l'EI ont, les quatre jours précédents, rapatrié au moins 70 corps à l'hôpital de Tal Abyad, dans le gouvernorat de Raqqa,,,.
Le 19 octobre, les combats se poursuivent au cœur de la ville près du « carré de sécurité » et du centre culturel, toujours tenus par les djihadistes, tandis qu'au sud des affrontements ont lieu près de l'hôpital. La ligne de front ne bouge guère, mais il existe également quelques îlots de résistance encerclés, tant de djihadistes au milieu de zones tenues par les Kurdes que de Kurdes au milieu de zones tenues par les djihadistes. Pendant la journée, les forces de l'État islamique progressent légèrement au centre tandis que les Kurdes poussent à l'est.

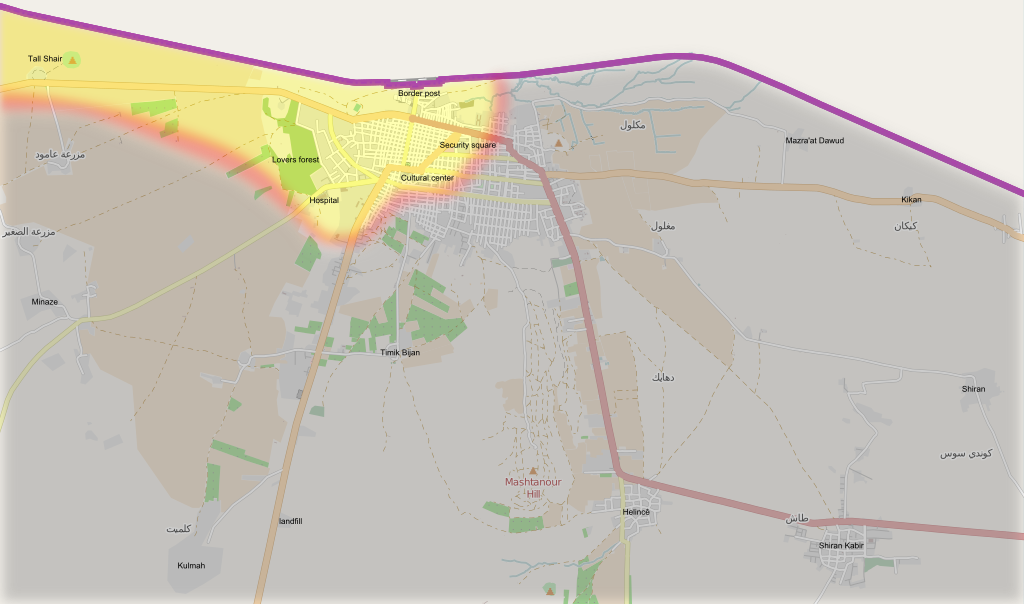
Limite approximative de la ligne de front à Kobané, lors des combats du mois d'octobre.

La nuit du 19 au 20 octobre, les États-Unis frappent à onze reprises, portant à 135 le nombre total de frappes aériennes effectuées depuis le début de la bataille. De plus, les Américains larguent pour la première fois aux Kurdes des armes, des munitions et du matériel médical,. 26 palettes sur 28 larguées sont récupérées par les YPG, deux autres tombent au milieu des lignes de l'État islamique, l'une d'elles est saisie par les djihadistes et l'armée américaine affirme avoir dû détruire l'autre par une frappe aérienne,,. La journée du 20 octobre est exceptionnellement calme mais les combats reprennent dans la soirée,. Précédés par deux kamikazes, les djihadistes lancent un nouvel assaut sur tous les fronts de Kobané. Le 21, après plusieurs heures de combats, la poussée des djihadistes est une nouvelle fois contenue, selon l'OSDH les combats ont fait au moins 11 morts chez les YPG, 30 du côté de l'État islamique,. Des combats sporadiques se poursuivent le 22 aux abords de la zone de sécurité, du centre culturel, de la place al-Hurreyyi, de l'ouest du marché al-Hal, de la route d'Alep et à Tarik al-Bab. Deux civils, une femme et un enfant, sont également blessés par un sniper de l'État islamique.
Le 23 octobre, après plusieurs jours de quasi-immobilisme, les forces de l'État islamique progressent à nouveau au nord et au centre-ville de Kobané. Elles avancent également à l'ouest et s'emparent de la colline de Tel Shayer ou Tal Shaer où elles plantent leur drapeau. Cependant l'aviation américaine réagit et met en fuite les djihadistes en pilonnant la position qui est ensuite reprise en fin d'après-midi par une contre-attaque des YPG,,,,,,.
Le 24, les YPG effectuent un raid à l'est sur les villages de Halnaj, Shiran and Kered Banghar, détruisent trois véhicules et tuent dix hommes de l'État islamique,. De violents combats ont lieu la nuit du 24 au 25, de minuit à cinq heures du matin, quelques obus sont encore tirés par les djihadistes sur le poste-frontière,,. La nuit suivante, un nouvel assaut de l'État islamique est à nouveau repoussé par les YPG au nord-est ; au marché el-Hal et au quartier Kani Arabane, ainsi qu'au sud où au moins sept djihadistes sont tués,. La nuit du 25 au 26 octobre, les YPG repoussent l'offensive de l'État islamique pour la quatrième nuit consécutive,.
La nuit du 28 au 29 octobre, des soldats de l'armée syrienne libre franchissent la frontière turque et entrent à Kobané au nombre de 50 selon l'OSDH ou 150 d'après un responsable local turc,,,. La nuit du 29 au 30, malgré d'intenses bombardements avec obus de mortier et artillerie lourde, l'assaut des djihadistes au nord de la ville, près de la mosquée al-Haj Rashad, est une nouvelle fois repoussé,. Selon l'OSDH, au moins 100 djihadistes sont tués dans les combats lors des trois derniers jours du mois d'octobre.
De son côté, le Gouvernement régional du Kurdistan envoie un contingent de peshmergas à Kobané, avec l'accord de l'état turc. Le 28 octobre, au nombre de 150, les soldats kurdes irakiens entrent en Turquie puis gagnent Suruç, acclamés en chemin par les habitants. Le soir du 31 octobre, les peshmergas franchissent la frontière syrienne et entrent à Kobané,,.

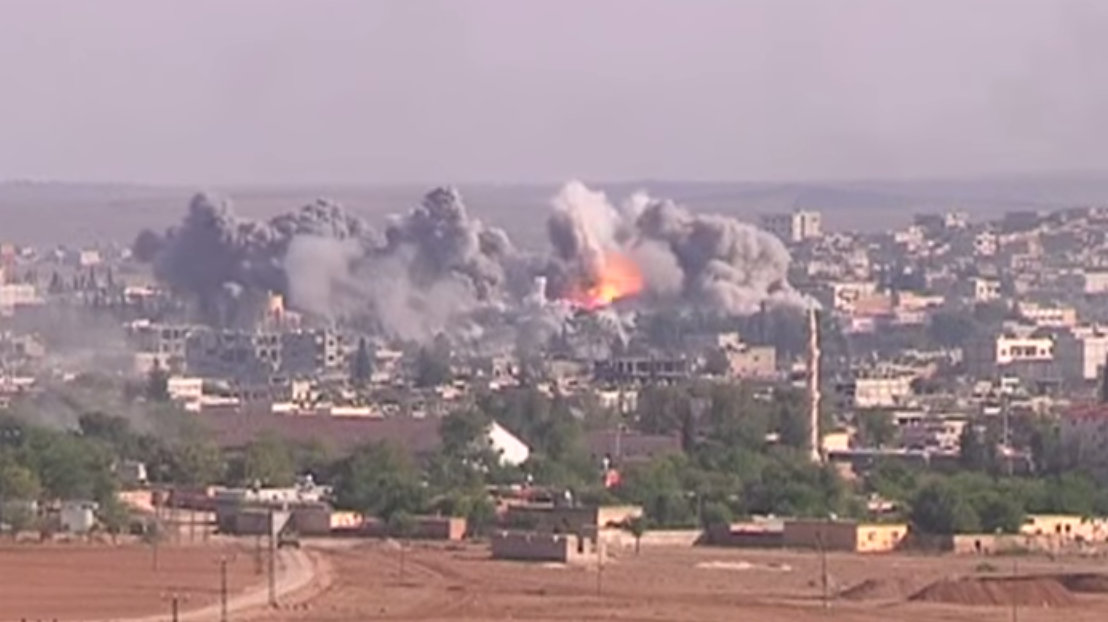
Frappe de la coalition à Kobané, le 19 novembre 2014.

Le 1er novembre, les YPG progressent légèrement au nord-est, près de la mosquée al-Haj Rashad, tandis qu'au sud ils lancent une attaque contre des véhicules de l'EI dans la zone de Halnaj. Dans les jours qui suivent les peshmergas apportent un soutien en artillerie au YPG, cependant la contre-offensive est bloquée par les djihadistes,. Lors de la première semaine de novembre, les Kurdes progressent légèrement à l'extérieur de la ville, en reprenant le contrôle de quelques villages, mais à l'intérieur le front reste statique et aucun des deux camps ne prend l'avantage. Le 8 novembre, les YPG progressent dans les zones de al-Haj Rashad et al-Baladia, ils perdent six combattants, contre 13 morts chez les djihadistes selon l'OSDH.
Le soir du 10 novembre, les YPG attaquent au sud de la ville. Soutenus par les tirs d'artillerie des peshmergas et les frappes américaines, les combattants kurdes reprennent plusieurs rues et bâtiments. Salih Muslim, le co-président du PYD affirme alors : « La progression est lente, car Daech a miné les maisons dont il s'est retiré, et nous avons perdu hier un martyr qui a sauté sur une mine. Mais nous allons reconquérir la ville dans un très court laps de temps »,. Le 11 novembre, pendant la nuit et dans la matinée, les combats se poursuivent au sud et près de la mosquée al-Haj Rashad, selon l'OSDH le moral des combattants de l'EI n'est pas bon et un de leurs commandants aurait reconnu que plusieurs centaines de djihadistes sont morts dans la bataille. Le 12, vers trois heures du matin, les YPG lancent une attaque près du village de Halanj, au sud-est de la ville, ils tuent 16 djihadistes, détruisent trois véhicules et parviennent à couper la route d'approvisionnement utilisée par l'EI pour acheminer ses renforts et ses munitions depuis le gouvernorat de Raqqa,,. Les lignes de l'État islamique sont percées au sud de la ville, et au sud-est la colline de Machtanour est également reprise.

Limite approximative de la ligne de front à Kobané, lors des combats du début du mois de novembre 2014-.

Le 13 novembre, la ligne de front reste inchangée à l'est mais les YPG continuent de progresser au sud, dans la zone de Sheran. Le 14 novembre, l'État islamique contre-attaque au sud-est et parvient à reprendre le contrôle de la route reliant Halanj à Raqqa. La nuit du 15 et 16, alors que les combats se poursuivent au sud, l'aviation américaine effectue des frappes particulièrement intenses en menant au moins sept raids, au moins quatre YPG et 28 djihadistes sont tués dans les combats des 15 et 16 novembre au sud de la ville, les hommes de l'EI perdent également un char, détruit par les combattants kurdes entre les villages de Tahtik et Bozik. La nuit du 16 au 17, les combats se poursuivent au sud et près du centre culturel tandis que les forces de l'EI lancent une attaque à l'ouest et tirent au moins 16 obus de mortier, au moins 14 djihadistes sont tués pendant la nuit,. Le 17, les djihadistes lancent deux attaques, l'une au sud-ouest, l'autre au nord-est, qui sont toutes deux repoussées par les YPG qui détruisent deux véhicules et tuent au moins neuf hommes de l'EI. Le matin du 18, les YPG mènent une attaque dans la zone d'al-Baladia à l'est, des « groupes fedayin » s'emparent de six bâtiments et tuent 13 djihadistes,,. Le 19, les forces de l'EI lancent deux attaques, l'une au sud-ouest, l'autre à l'est pour tenter de reprendre les bâtiments perdus la veille tandis que les YPG détruisent un véhicule sur la route Shoban-Halnaj et en capturent un autre sur la route de Minas au sud-ouest, au moins cinq djihadistes sont tués. La nuit du 15 et 16 novembre, les YPG attaquent près de la zone d'al-Baladia, à l'est, tandis qu'au moins cinq djihadistes sont tués sur le front sud. La nuit du 23 au 24, les YPG progressent à l'est et au nord-est et reprennent le centre culturel aux djihadistes qui perdent au moins 18 hommes,.

### Ultimes offensives de l'État islamique et reprise de Kobané par les forces kurdes

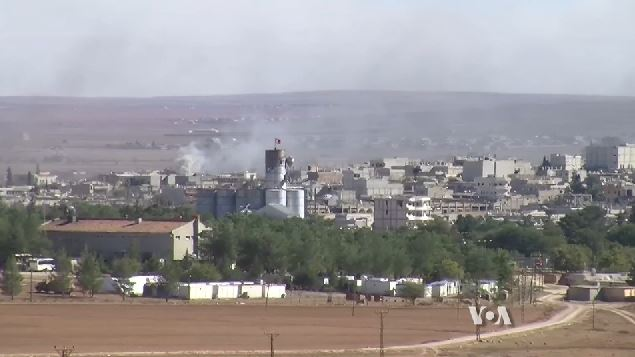
Vue le 20 octobre 2014 du, côté turc.

Le 29 novembre, après avoir reculé pendant plusieurs jours, les forces de l'État islamique lancent une offensive majeure sur Kobané en attaquant par quatre axes. Les djihadistes engagent plusieurs chars, quatre camions-suicide et tirent au moins 160 obus de mortier. À l'ouest la colline de Tel Shayer est reprise, de même que la place Azadi et le centre culturel situés dans le centre. Pour la première fois les djihadistes parviennent à attaquer directement le poste-frontière en y envoyant des kamikazes qui se font exploser avec un véhicule piégé de type BMP ou BRDM. Selon Pierre Barbancey, envoyé spécial de L'Humanité, alors présent à Kobané, l'attentat fait huit morts, dont six civils, et 12 blessés,. D'après Mohamed Arif, médecin à Kobané, l'explosion provoquée par le véhicule blindé fait trois morts et quinze blessés, l'hôpital de campagne est soufflé et une grande partie du matériel médical et des médicaments de l'infirmerie sont détruits. Au moins deux autres kamikazes chargent avec des ceintures explosives, causant encore des blessés. Puis selon les YPG, plus d'une quarantaine de djihadistes attaquent ensuite depuis la Turquie, près d'un silo à blé, avant d'être repoussés après 4 heures de combats. Cette attaque contre le poste-frontière surprend, selon RFI, « il paraît impossible que le véhicule soit venu par un autre chemin que le court réduit qui relie le poste-frontière turc au poste-frontière kurde syrien, alors que les environs sont aux mains des Kurdes ». Le journaliste français Pierre Barbancey, présent sur place, affirme quant à lui avoir constaté que les traces boueuses du blindé kamikaze venaient de la frontière turque. Le PYD et l'OSDH affirment également que les kamikazes de l'EI ont attaqué en passant par la Turquie, ce que l'état turc dément en parlant de « mensonge grossier ». De leur côté les Américains et leurs alliés intensifient les frappes aériennes en bombardant Kobané, mais aussi plusieurs cibles au nord de Raqqa. Selon l'OSDH, les combats et les frappes aériennes du 29 novembre ont fait au moins 50 morts du côté de l'EI, dont 5 kamikazes, 11 morts chez les YPG, ainsi qu'un rebelle syrien tué et trois cadavres non-identifiés. L'EI perd également deux chars, l'un détruit par les Kurdes, l'autre par la coalition,,,,,,,,,,,.

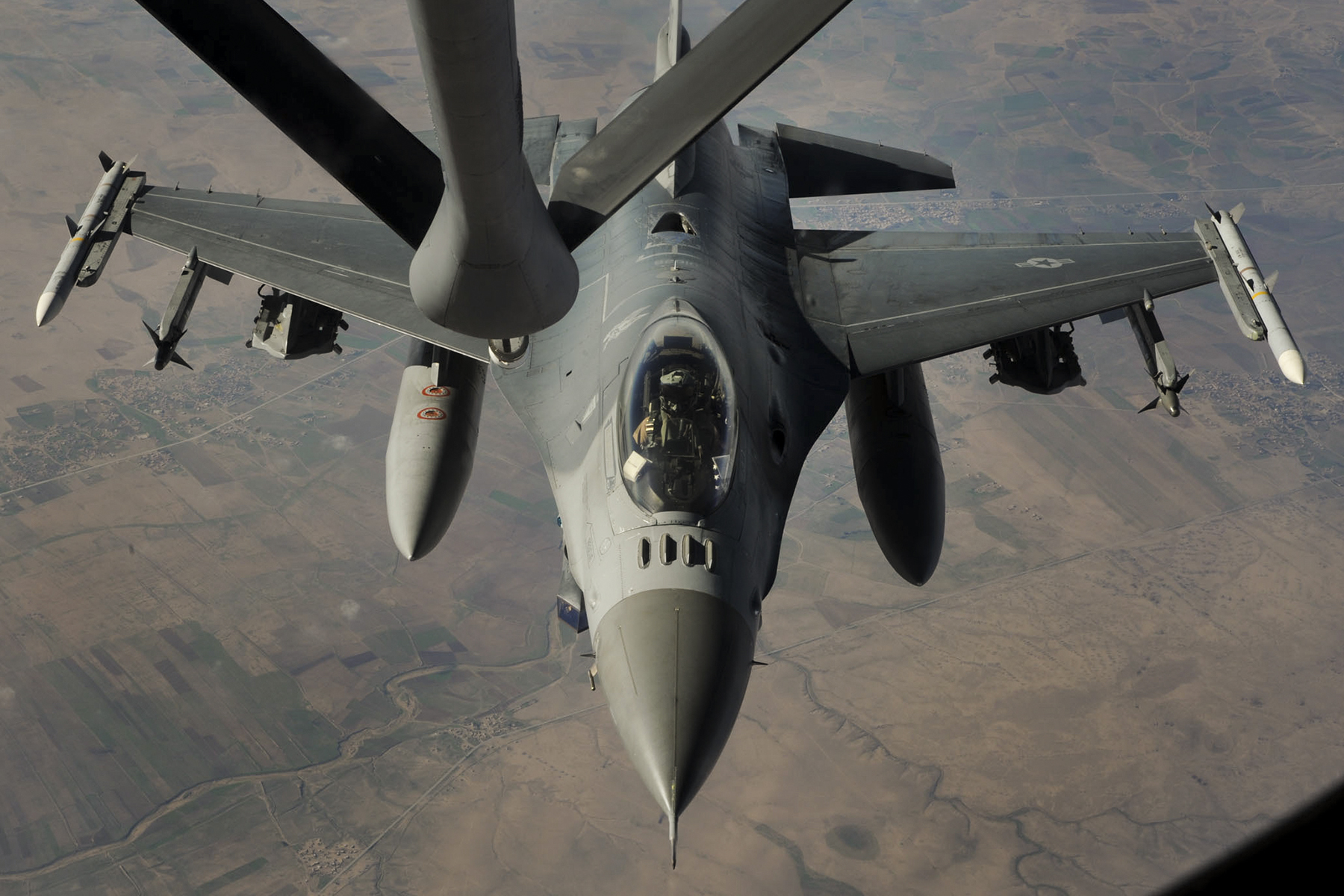
Ravitaillement d'un F-16 Fighting Falcon américain engagé dans l'Opération Inherent Resolve (Détermination absolue), le 15 décembre 2014.

Le lendemain, les YPG avancent au sud-ouest sur la route d'Alep, près du village de Tarmek et reprennent à l'est un bâtiment de la place Azadi. Les combats continuent pendant la nuit du 30 novembre au 1er décembre sur le front sud-ouest, lorsqu'un groupe de djihadistes tente de s'infiltrer dans la zone de Khansa, près de l'école municipale. Le 2 décembre, les YPG tentent de reprendre les zones perdues le 29 novembre et progressent à nouveau au sud-ouest dans le quartier Botan Gharbi et au sud-est, sur la plaine de Machtanour, ils attaquent également la zone municipale à l'est, soutenus par les frappes aériennes, tandis que les peshmergas bombardent la ferme de Kikan, à l'ouest de la ville. Le 3 et le 4, les combats se poursuivent sur tous les fronts, à l'est ; la place Azadi, le marché al-Hal, la zone municipale, au sud-ouest ; le quartier Botan Sharqi, le village de Momita et au sud-est ; la plaine de Machtanour, au moins 21 hommes de l'EI sont tués et un autre est fait prisonnier, les YPG progressent au sud,. La nuit du 5 au 6, les YPG mènent une attaque dans la zone de Botan Sharqi et la plaine de Machtanour, selon l'OSDH au moins 17 djihadistes sont tués, dont un émir. Le 8, les Kurdes réussissent une nouvelle poussée au sud. La nuit du 12 au 13, les YPG prennent quelques positions dans les quartiers de Botan Sharqi et Botan Gharbi. Le 19, les YPG mettent le siège devant le centre culturel,, et s'en emparent trois jours plus tard. Le même jour, l'EI exécute un Kurde pour « blasphème » dans un village à l'ouest de Kobané. Le 20, les Kurdes prennent l'école Yarmouk au sud-est, où huit corps de djihadistes sont découverts. Le 24 décembre, les YPG réussissent une nouvelle poussée à l'est et au sud, 14 djihadistes sont tués selon l'OSDH, ainsi qu'au moins un combattant kurde. Le 25, ils arrivent au bâtiment de la municipalité, dans le centre, totalement détruit par les combats. 

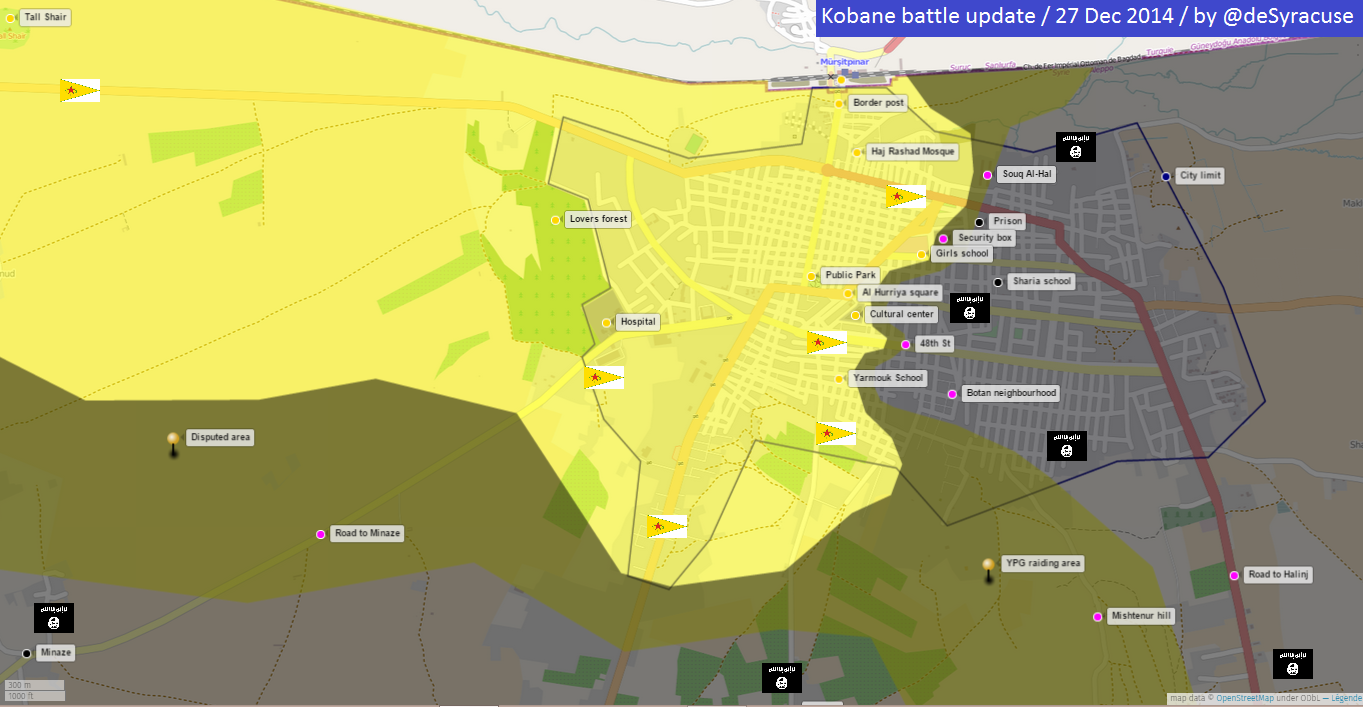
Ligne de front à Kobané, le 27 décembre 2014.

Le 27, ils contrôlent 60 % de la ville selon l'OSDH. Les YPG poursuivent leur progression au sud, dans la zone de Botan, et à l'est dans le quartier de Sofyan, ils prennent également l'ouest du marché al-Hal. Le 31 décembre, les forces kurdes contrôlent 70 % de la ville selon l'OSDH. Le 1er janvier, Othman al-Nazeh al-Assiri, l'un des principaux responsables religieux de l'EI est tué à Kobané par une frappe aérienne,. Le 5 janvier, les Kurdes reprennent le quartier administratif ainsi que la zone de sécurité et font au moins 14 morts parmi les djihadistes qui occupaient cette zone depuis près de quatre mois. Selon l'OSDH, l'État islamique ne tient alors plus que 20 % de la ville,,.
Le 6 janvier, les troupes de l'État islamique lancent une attaque à l'est. Selon l'OSDH les pertes sont lourdes, au moins sept combattants kurdes, deux civils et 51 djihadistes sont tués, dont quatre par les frappes aériennes. Les affrontements ont lieu au nord de la colline de Machtanour et près de la librairie Rash, des groupes de combattants de l'EI tombent notamment dans des embuscades tendues par les YPG,,. Le 14 janvier, les YPG mènent une attaque sur le quartier-général de l'EI à Machtanour et tuent au moins 10 djihadistes. 

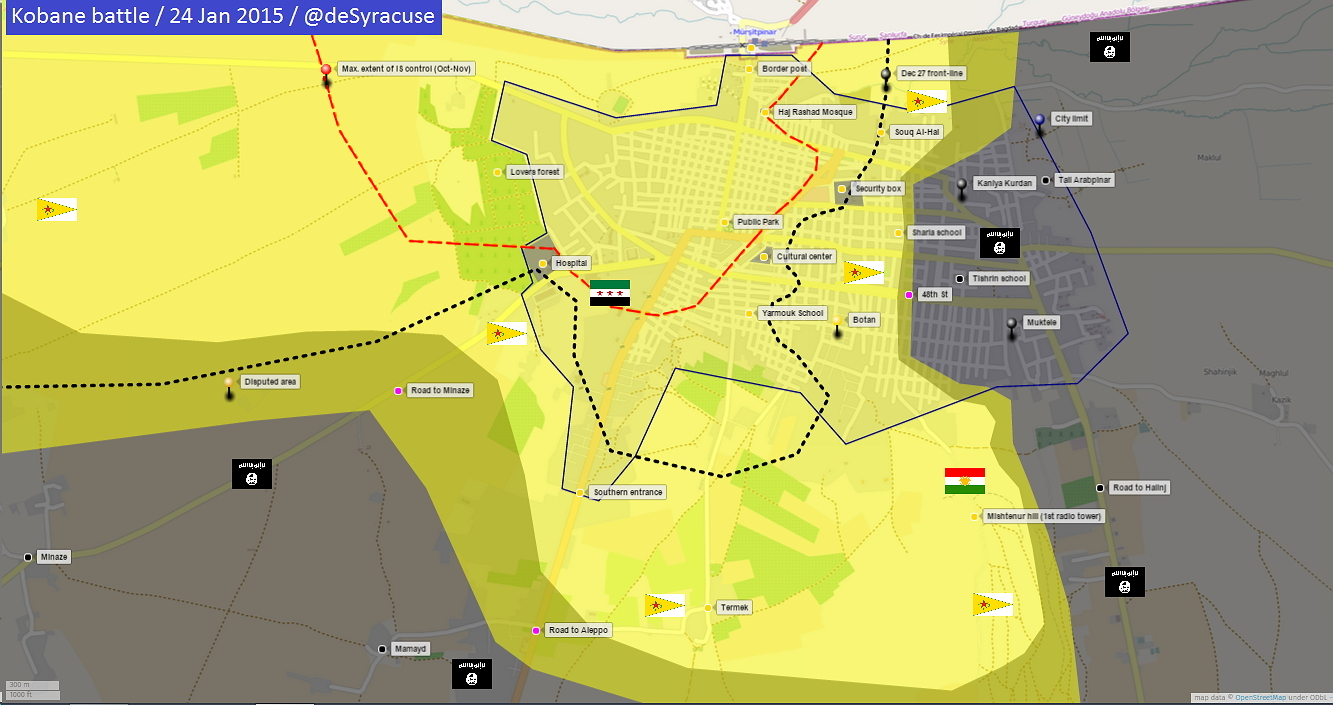
Ligne de front à Kobané, le 14 janvier 2015.

Le 15, un kamikaze mène une attaque-suicide contre les lignes kurdes, des combats suivent sur la route de Kobané à Alep ; près de la librairie Rash et de la colline de Mashta Nour. Selon l'OSDH, les YPG détruisent un véhicule de transport de troupes et s'emparent d'un Humvee, au moins huit Kurdes et 23 djihadistes sont tués,. La nuit du 18 au 19 janvier, 300 combattants kurdes reprennent le contrôle de la colline Machtanour après des combats qui font 11 à 28 morts chez les djihadistes,, dont un de leurs chefs : Sultan al-Safri al-Harbi. Selon l'OSDH, l'État islamique ne contrôle plus que 15 % de ville,. Le 20, les YPG progressent au sud-ouest et prennent le contrôle de l'hôpital national. Le 22, ils s'emparent de tout le marché al-Hal et progressent également près de la librairie Rash. Le 24, ils reprennent pour la première fois un village près de Kobané, celui de Termak, près de la colline de Machtanour. Le 26 janvier, selon le Centcom, les YPG contrôlent 90 % de la ville, selon l'OSDH les forces kurdes s'emparent des quartiers de Maqtala al-Jadida et Kani Arabane et reprennent la quasi-totalité de la ville de Kobané, les djihadistes ne contrôlant plus que la périphérie du quartier Maqtala,,,,,. Symboliquement, les YPG accrochent un drapeau kurde de 75 mètres de long à un pylône de la colline de Machtanour. Quelques réfugiés commencent à regagner la ville, Idriss Nassane, vice-adjoint aux Affaires étrangères du canton de Kobané (en) déclare que leur moral est haut, mais la ville est détruite de 70 à 80 % et est en bonne partie inhabitable, surtout à l'est,. Elle a vu 700 frappes aériennes, l'explosion de 40 véhicules piégés et 20 attentats-suicides. Des pièges restent disséminés dans la ville, ils font au moins 40 morts dans les quatre mois qui suivent la libération de la ville. La reprise de Kobané ne met cependant pas fin à la bataille, les Kurdes annoncent leur intention de reprendre les villages des environs conquis en septembre par l'État islamique.

### Contre-offensive kurde sur les villages

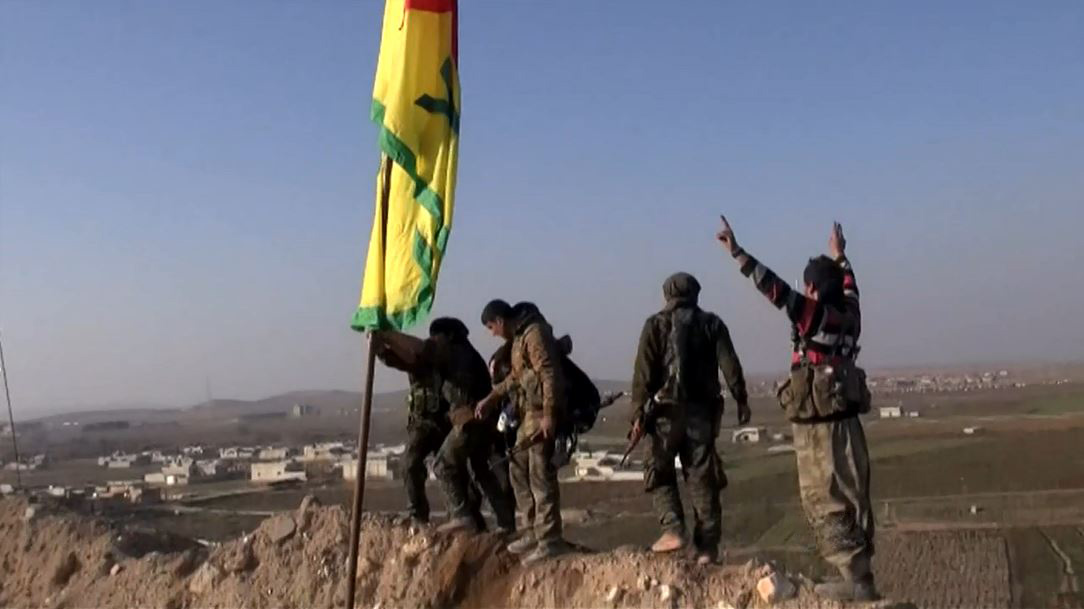
Combattants kurdes plantant un drapeau des YPG sur une colline près de Kobané, le 27 janvier 2015.

Le 27 janvier, les combats se poursuivent au sud-ouest de la ville, près du village de Mojama Seran, tandis que le village de Hlenj, au sud-est, est repris par les YPG. Le 28, le village de Kolama est repris à son tour par les YPG et l'ASL. Le 29, les Kurdes prennent les collines de Moman, près du village de Manazi, au sud-ouest de Kobané tandis qu'au sud-est les villages de Korbinkar et Qarah Mazri sont également reconquis. Au moins 22 djihadistes sont tués selon l'OSDH,. Le 29 et le 30, les YPG avancent significativement, selon l'OSDH en quatre jours ils progressent de 10 kilomètres sur les fronts ouest, sud-ouest et sud-est et reprennent le contrôle de 16 villages,. Selon l'OSDH, les YPG contrôlent 30 villages le 2 février,, 50 le 4 février,, 101 le 6 février,, 128 le 8 février (soit 35 % des 350 villages du canton de Kobané (en)),, 156 le 11 février, 162 le 14 février. Au sud et à l'est les djihadistes se retirent sans opposer de résistance, mais des combats ont lieu à l'ouest,. Le 15 février, les YPG et les rebelles de la brigade de Raqqa et des bataillons Chams al-Chamal assaillent les collines de Tal Bagdaq et Jareqli, situées à l'est de Kobané, à la lisière des provinces de Raqqa et d'Alep. Selon l'OSDH au moins quatre combattants kurdes et 22 djihadistes sont tués lors de ce combat, le plus sanglant depuis la reconquête de la ville. 13 autres djihadistes sont tués le même jour dans les combats à l'ouest et au sud,,. Les YPG et les rebelles poursuivent la progression, le 18 février ils contrôlent 215 villages dont sept du gouvernorat de Raqqa,, puis 242 le 19 février.

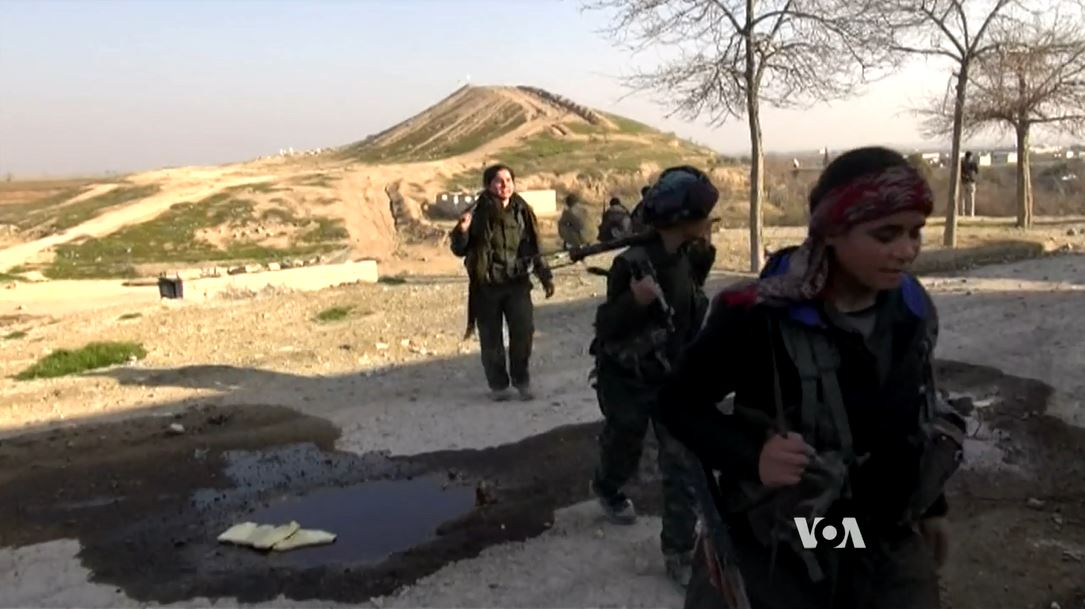
Des combattantes kurdes des YPG à Kobané, le 27 janvier 2015.

La nuit du 21 au 22 février, l'armée turque organise une opération pour rapatrier les reliques de Suleiman Chah conservées dans un mausolée à 35 km de la frontière turque, au bord de l'Euphrate, et évacuer les 40 soldats dévolus à sa garde. Le raid (en) est effectué par 572 soldats avec 40 chars et des dizaines de blindés qui franchissent le poste-frontière de Mürşitpınar (tr) et passent par Kobané. Les YPG sont informés de l'opération par les Turcs et laissent passer le convoi qui ne rencontre pas non plus d'opposition de la part des djihadistes,. Le 22, l'État islamique repasse à l'offensive et attaque au sud-est de Kobané la zone de Awj Kardish et au sud-ouest le pont de Qarah Qawazeq, situé entre Jarablous et Kobané, non loin du site choisi par les Turcs pour édifier le nouveau tombeau de Suleiman Chah,. Les YPG se heurtent à une plus forte résistance des djihadistes mais poursuivent leur progression à l'ouest ; le 1er mars ils contrôlent 296 villages du canton de Kobané. Le 6, les Kurdes et les rebelles reprennent le contrôle de tout l'ouest du canton, les djihadistes se replient sur Jarablous et détruisent derrière eux le pont de Shiokh Foqani qui enjambe l'Euphrate,,. 

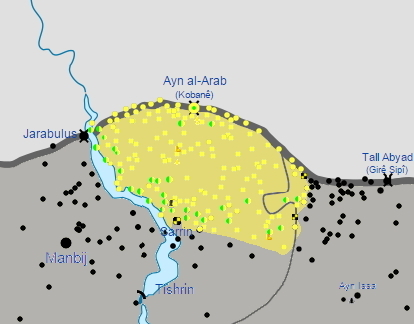
Situation dans le canton de Kobané le 29 avril 2015.

Le 9 mars, des affrontements ont lieu au village d'al-Jalabiyyi, au sud-est de Kobané, au moins 13 combattants des YPG sont tués, dont certains par des mines,. Le 10, de violents combats ont lieu toujours au sud-est, dans les villages de Mandek, Khwaydan, Khan Mamed et Hamdoun où au moins 17 combattants kurdes et 12 djihadistes sont tués,. Le 14 mars, l'État islamique recule au sud-ouest, ses combattants franchissent le pont de Qarah Qawazeq qu'ils détruisent derrière eux. Le 24 mars, les combats reprennent dans le village d'al-Jalabiyyi, cette fois-ci les Kurdes ont l'avantage et tuent au moins 28 hommes de l'EI.
Du 10 au 12 avril, des combats ont lieu près d'une cimenterie Lafarge au nord-ouest de Ayn Issa, les YPG s'en emparent et prennent trois villages, au moins 30 djihadistes sont tués,,,. Le 17 avril, selon l'OSDH, les Kurdes ont repris au moins 332 villages des environs de Kobané.
Les Kurdes se rapprochent également de la petite ville de Sarrin, au sud de Kobané. Le 22 avril, après deux jours de combats, ils s'emparent de trois villages situés autour de cette localité, et tuent au moins 10 djihadistes. Le 24, des hommes de l'EI traversent l'Euphrate en bateau et attaquent les YPG dans quelques villages de l'ouest du canton, près de la petite ville d'al-Shoyoukh Tehtani,. Selon l'OSDH, ces combats font 22 tués chez les djihadistes et cinq du côté des YPG qui ont bénéficié d'un soutien aérien de la coalition,.
Le 29 avril, le contingent des 150 peshmergas se retire de Kobané et regagne le Kurdistan irakien.
Le 9 mai, les YPG s'emparent encore de deux villages, Arna et Hadid, après des combats qui font au moins trois morts dans leurs rangs et deux tués du côté de l'EI selon l'OSDH. Le 17 et 18 mai, les Kurdes et les rebelles s'emparent de quatre autres villages, portant à 11 le nombre de localités reprises en une semaine, neuf djihadistes et trois Kurdes sont tués dans ces combats, cinq autres combattants des YPG meurent dans l'explosion de deux IED. Le 21 mai, au moins deux YPG et onze djihadistes sont tués dans un combat. Le 22, 25 djihadistes sont tués par des frappes de la coalition. Le 23, deux enfants sont tués par l'explosion d'une mine laissée dans la ville de Kobané après les combats. Le 25, les Kurdes prennent au moins trois autres villages au sud. Le 31, encore huit villages au moins sont pris avec le soutien des frappes de la coalition,. Trois autres villages sont pris le 10 juin, cinq djihadistes sont tués tandis que les rebelles ont trois morts et quatre blessés.
Les YPG et les rebelles avancent alors vers la ville de Tell Abyad. Celle-ci est alors prise en tenaille par une double offensive venue de Kobané à l'ouest et du gouvernorat de Hassaké à l'est. Le 14 juin, les forces kurdes atteignent Tall Abyad et font leur jonction. Le blocus du canton de Kobané est brisé,,

## Réactions internationales

### La Turquie entre alliance avec la coalition et problème kurde

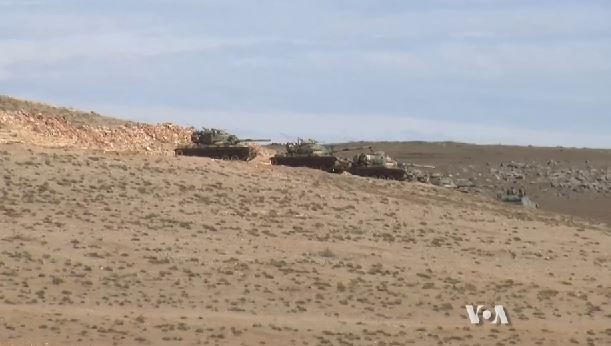
Chars de l'armée turque déployés sur la frontière face à Kobané, le 20 octobre 2014.

Les autorités turques s'opposent officiellement à l'État islamique, mais ne veulent pas soutenir le PKK. Au cours des affrontements l'armée turque reste inactive sur sa frontière face à Kobané et n'engage aucune opération contre les forces de l'État islamique malgré son ralliement à la coalition anti-EI le 2 octobre et sa demande d'une intervention terrestre le 7. La veille, le Président turc Recep Tayyip Erdoğan déclare : « Pour nous, le PKK c'est la même chose que Daesh. Il ne faut pas les considérer comme différents l'un de l'autre ». Le général français à la retraite Vincent Desportes, fait un parallèle entre l'inaction de l'armée turque à Kobané et celle de l'armée rouge au cours de l'insurrection de Varsovie en 1944.
Des contacts sont cependant pris et des pressions s'effectuent pour que la Turquie aide les combattants Kurdes. Le 4 octobre, Salih Muslim co-président du PYD rencontre à Ankara des responsables des services de renseignement turcs. En échange d'un soutien, ces derniers demandent à Salih Muslim de se distancer du PKK, d'abandonner l'idée d'une autonomie du Kurdistan syrien et le ralliement des YPG à l'Armée syrienne libre,.
Le 6 octobre, le Parti démocratique des peuples appelle à manifester pour protester contre l'inaction du gouvernement turc. Dans la soirée, des rassemblements ont lieu dans plusieurs dizaines de villes de Turquie, dégénérant souvent en affrontements violents qui causent de nombreux blessés et des dégâts. D'autres rassemblements ont lieu dans plusieurs villes d'Europe. Le 7 octobre au matin, plusieurs dizaines de manifestants kurdes envahissent le Parlement européen à Bruxelles et envoient une délégation qui est reçue par Martin Schulz. Le même jour, les violences en Turquie font au moins 22 morts,,, (un premier Kurde est tué à Muş au cours d'une manifestation, à Diyarbakır des affrontements entre militants islamistes du Huda-Par et autonomistes kurdes font dix morts, d'autres personnes sont tuées à Mardin, Siirt, Batman et Van,). Même en Allemagne, la nuit du 7 au 8 à Hambourg, Celle et Stuttgart, des heurts entre militants kurdes et salafistes font 23 blessés. Les violences reprennent en Turquie le soir du 9 octobre, quatre personnes sont tuées à Gaziantep lors d'affrontements entre islamistes et autonomistes kurdes, un protestataire est également tué par des gendarmes à Mardin. Le 10 octobre, Efkan Ala, le ministre turc de l'Intérieur affirme que les violences ont fait 31 morts, 360 blessés, dont 139 policiers et que 1 024 personnes ont été interpellées dont 58 inculpées et écrouées. Au 14 octobre, le bilan est de 35 morts selon Reuters.
Le soir du 7 octobre, Staffan de Mistura, envoyé spécial des Nations unies en Syrie, réclame une opération terrestre des forces de la coalition : « La communauté internationale devrait agir immédiatement pour défendre la ville syrienne de Kobané, proche de la frontière turque, qui est sur le point de tomber aux mains du groupe État islamique (EI). (...) Le monde, nous tous, regretterons profondément que l'EI se trouve en mesure de prendre le contrôle d'une ville qui s'est défendue aussi courageusement mais qui est sur le point de tomber. Nous devons agir maintenant »,. 
La Turquie réclame la mise en place d'une zone tampon large de 20 kilomètres en territoire syrien, doublée d'une zone d'exclusion aérienne. Erdogan demande également aux États-Unis d'attaquer le régime syrien de Bachar el-Assad en échange de son intervention. Ce projet turc est soutenu par la France et par les pays du Golfe, mais pas par l'Irak, allié de la Syrie, ni par les Kurdes des YPG et du PKK qui estiment que la Turquie cherche par là à placer le Kurdistan syrien sous tutelle,. Il est également rejeté par les États-Unis qui affirment que la mise en place d'une zone tampon n'est « pas à l'étude pour le moment ». Le 9 octobre, le général américain John R. Allen se rend en Turquie afin de persuader le gouvernement turc d'intervenir contre les djihadistes à Kobané.
Le 10, l'envoyé spécial de l'ONU Staffan de Mistura demande à la Turquie d'ouvrir sa frontière pour laisser passer les volontaires kurdes qui voudraient défendre la ville assiégée,. Il affirme également que 700 civils, essentiellement des personnes âgées, sont toujours présents dans la ville de Kobané, tandis que 10 000 à 13 000 autres sont rassemblés tout près de la frontière. L'ONU affirme alors craindre un massacre d'une ampleur comparable à celui de Srebrenica. De même, Feyza Abdi, une élue locale de Kobané réfugiée en Turquie, demande à la communauté internationale de fournir des armes et principalement des missiles antichars aux forces kurdes.
Cependant, la Turquie ne modifie guère sa position et refuse d'établir un corridor qui permettrait aux forces kurdes de recevoir des renforts et des armes, la proposition est qualifiée d'« irréaliste » par le ministre turc des Affaires étrangères, Mevlut Cavusoglu,.
Le 11 et le 12, des diplomates américains rencontrent pour la première fois des représentants du PYD à Paris. Le Département d'État des États-Unis en fait l'annonce le 16 octobre,.

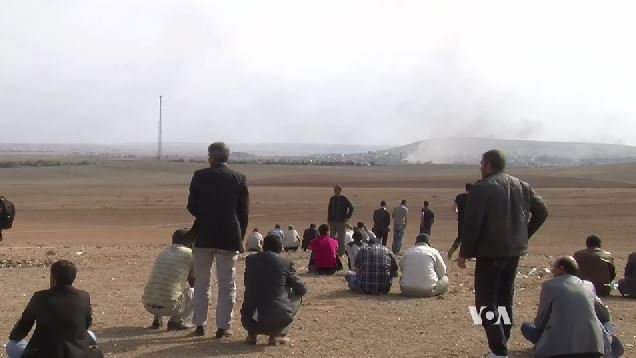
Civils kurdes observant les combats à Kobané près de la frontière turque, le 30 octobre 2014.

Le 12, Susan Rice, conseillère à la sécurité nationale des États-Unis, déclare que la Turquie a autorisé les États-Unis à utiliser ses bases aériennes, notamment celle d'Incirlik alors qu'auparavant les forces aériennes américaines engagées dans la guerre contre l'État islamique ne décollaient qu'aux bases d'Al-Dhafra, aux Émirats arabes unis, Ali al-Salem au Koweït et Al-Udeid au Qatar. Mais la Turquie dément, pour elle « il n'y a pas de nouvel accord », la base d'Incirlik ne peut être utilisée par les Américains que pour des missions logistiques ou humanitaires,.
Le 13, la tension entre la Turquie et les Kurdes monte d'un cran. L'aviation turque bombarde des positions du PKK, à la suite d'échange de tirs entre policiers turcs et rebelles kurdes qui durait depuis trois jours dans le village de Daglica. De son côté le PKK, engagé en Irak contre les djihadistes, rapatrie une partie de ses forces en Turquie. Mais ces incidents ne font cependant que peu ou pas de victimes,,,,.
Le 14, le Premier ministre turc Ahmet Davutoğlu accuse le PYD d'actes de « tortures » contre des civils à Kobané et va jusqu'à affirmer que les réfugiés kurdes se sont enfuis en Turquie pour « échapper à la pression du PYD ». La Turquie accuse également le PYD de soutenir le régime syrien de Bachar el-Assad, ce que Salih Muslim co-président du mouvement dément, affirmant que les YPG ont combattu et chassé les forces du régime du Kurdistan syrien.
Le 14 également, la France appelle la Turquie à ouvrir sa frontière afin de permettre aux assiégés de recevoir des secours et aux derniers réfugiés de quitter la zone des combats,.
Le 15 octobre, Massoud Barzani, président du Kurdistan irakien, reçoit Salih Muslim à Dohouk afin de marquer leur réconciliation. Le même jour, le parlement du gouvernement régional du Kurdistan reconnait l'autonomie des trois cantons du Rojava et Barzani s'engage à fournir des armes au YPG, « parachutées par avion si la Turquie refuse leur transit sur son territoire » ajoute-t-il, un premier convoi d'armes envoyé depuis le Kurdistan irakien ayant été bloqué par les Turcs le 11 octobre près de la frontière avec Kobane.
Le 19 octobre, l'UNOSAT, une agence des Nations unies, publie un rapport et des photos satellites où apparaissent les destructions causées par les combats et des centaines de voitures massées près du poste frontière, tout proche de Kobané.
Le 19 également, le Président turc Recep Tayyip Erdoğan refuse une nouvelle fois d'armer les forces kurdes, affirmant considérer le PYD comme une organisation terroriste.
La nuit du 19 au 20 octobre, les États-Unis franchissent une étape et larguent pour la première fois aux YPG des armes, des munitions et du matériel médical. L'armée américaine déclare que l'opération a été effectuée par trois avions C-130 Hercules et que les équipements ont été fournis par le gouvernement du Kurdistan irakien. Les défenseurs de la ville annoncent alors par leur porte-parole que ces armes vont être « d'une grande aide ». En revanche, le Président Erdoğan déclare le 22 octobre désapprouver le largage d'armes sur la ville en raison du fait que certaines ont été récupérées par l'EI.
Le 20 octobre, la Turquie annonce finalement qu'elle autorise les Peshmerga du gouvernement régional du Kurdistan à entrer à Kobané en passant par sa frontière. Le même jour, le pays achève également la libération de 250 kurdes syriens de Kobané, arrêtés au début du mois en raison de leurs liens avec le PYD.

### Soutien diplomatique aux défenseurs de Kobané
Le 22 octobre, le régime syrien affirme, par son ministre de l'Information Omrane al-Zohb, fournir une aide militaire et logistique aux défenseurs de Kobané. Cette annonce est démentie le jour même par le commandement des YPG qui affirme que le régime syrien n'a envoyé ni armes ni munitions à Kobané,.
Le même jour en Irak, le Parlement du Kurdistan approuve après un vote, l'envoi de peshmergas à Kobané. Le 24, Halgord Hekmet, le porte-parole du ministère chargé des forces kurdes, et le Président turc, annoncent l'envoi d'ici une semaine d'un contingent de 150 à 200 peshmergas équipés d'armes automatiques, de mortiers et de lance-roquettes,,,,. Le lendemain, la Turquie annonce que 1 300 soldats de l'armée syrienne libre vont être envoyés en renfort à Kobané avec l'accord du PYD. Le contingent de l'ASL est commandé par le colonel Abd al-Jabbar al-Okaydi. Mais le même jour, Salih Muslim dément cette annonce et affirme qu'aucun accord n'a été conclu. Il déclare également que des groupes liés à l'ASL sont déjà présents à Kobané et que l'ouverture d'un autre front par les rebelles à Jarablous ou Tall Abyad serait plus utile et « allégerait l'étau autour de Kobané »,. Cependant le dirigeant du Conseil militaire d'Alep, le général Zaher el-Saket dément l'envoi de renforts et Romain Caillet, chercheur à l'institut français du Proche-Orient, estime que le colonel Abdel Jabbar al-Okaidi « serait plutôt un opportuniste, un habitué des coups de (communication), et je penche pour l'hypothèse selon laquelle le colonel Okaidi cherche à prendre le contrôle de la ville de Kobané ». Il estime également que la Turquie cherche à établir un contrôle de l'ASL sur Kobané aux dépens des YPG,.
Le 27 octobre, l'État islamique publie une vidéo mettant en scène l'otage britannique John Cantlie à Kobané.

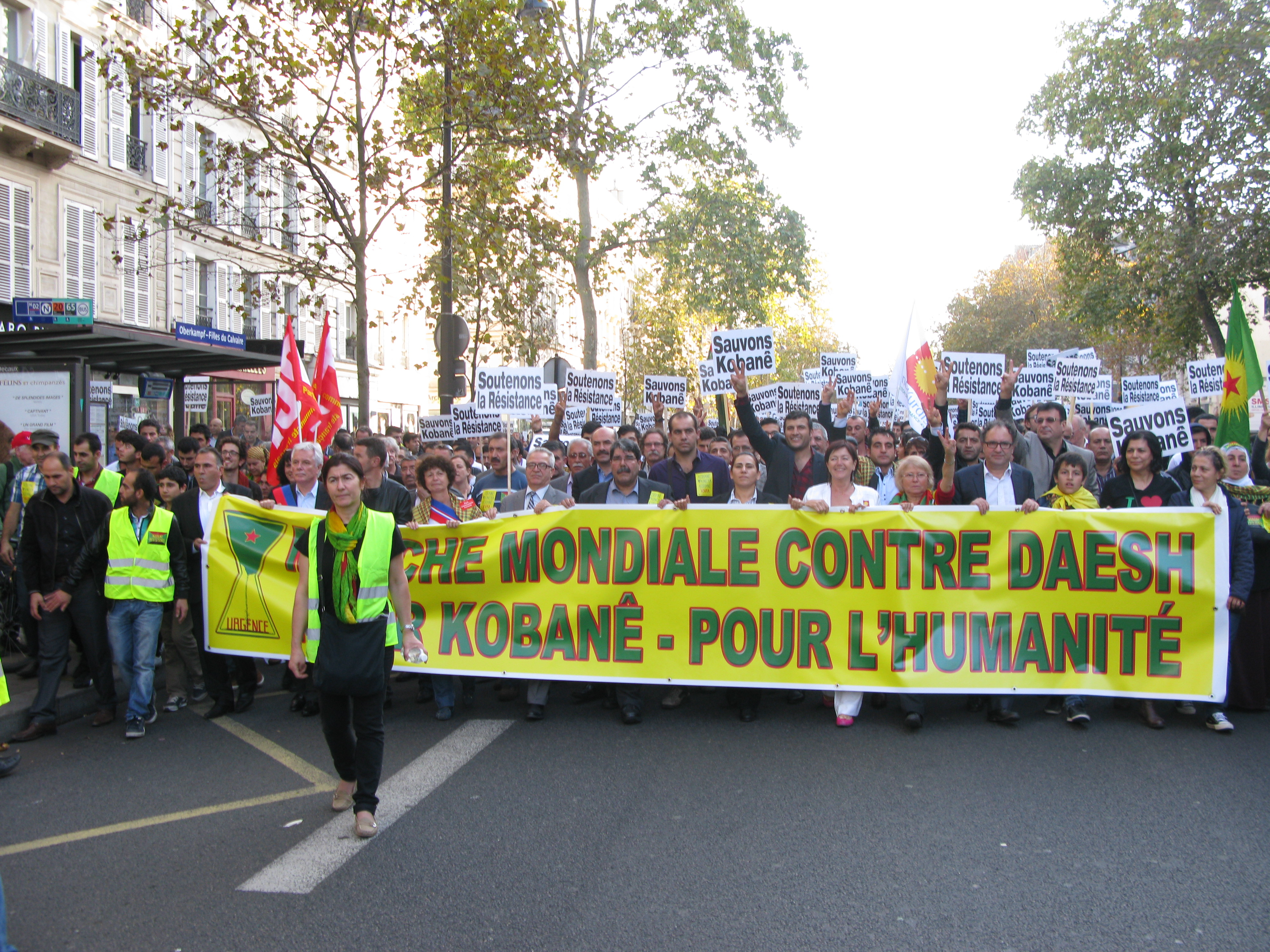
Manifestation à Paris à l'initiative du Conseil démocratique kurde de France, le 1 novembre 2014.

Le 1er novembre, à l'appel du HDP, plusieurs dizaines de milliers de personnes manifestent en Turquie pour soutenir les défenseurs de Kobané. L'appel est également suivi dans plusieurs villes d'Europe, principalement en Allemagne, en France, en Grande-Bretagne et en Belgique, où des manifestations rassemblent plusieurs milliers de personnes, pour la plupart des membres de la communauté kurde auxquels se joignent des partis politiques de gauche et des sympathisants Palestiniens, Berbères, Arméniens ou Tamouls,.
Le 6 novembre, une jeune femme kurde est tuée par des soldats turcs sur la frontière près de Kobané, selon les versions elle serait morte en tentant de traverser la frontière pour rejoindre la ville assiégée ou lors d'une manifestation organisée par un collectif d'artistes turcs et dispersée par des jets de gaz lacrymogène et des tirs à balles réelles.
À la mi-novembre, le général américain John R. Allen déclare que les djihadistes de l'État islamique se sont « eux-mêmes empalés » sur les défenses de Kobané, selon lui les djihadistes ne sont plus en mesure de remporter la victoire et de prendre la ville ; « l'EI va finir par se rendre compte qu'il ne gagnera pas cette bataille [...]. Je pense que s'ils se retirent ce sera le signe que leur marche vers la victoire a atteint son point culminant ».
Le 26 janvier 2015, après l'annonce de la reprise de la ville par les YPG, des milliers de personnes manifestent leur joie en descendant dans les rues dans plusieurs villes du Kurdistan turc, comme à Diyarbakır et Hakkari, mais aussi à Istanbul. De son côté, le Président turc Recep Tayyip Erdoğan réaffirme son hostilité à un Kurdistan syrien autonome qui suivrait le chemin du Kurdistan irakien. Après la libération de Kobané, certains réfugiés commencent à regagner leur ville, le 23 février le nombre d'habitants étant retournés en Syrie est de 4 000, cependant des engins non explosés parsemés auraient provoqué une quinzaine de décès.
Le 8 février 2015, le président français François Hollande reçoit pour la première fois une délégation du PYD et des YPG. La rencontre est qualifiée d'« historique » par Asiya Abdellah, co-présidente du PYD qui indique que « c'est peut-être une première étape vers quelque chose de positif » et réclame une aide de la France en armement,,.

## Pertes

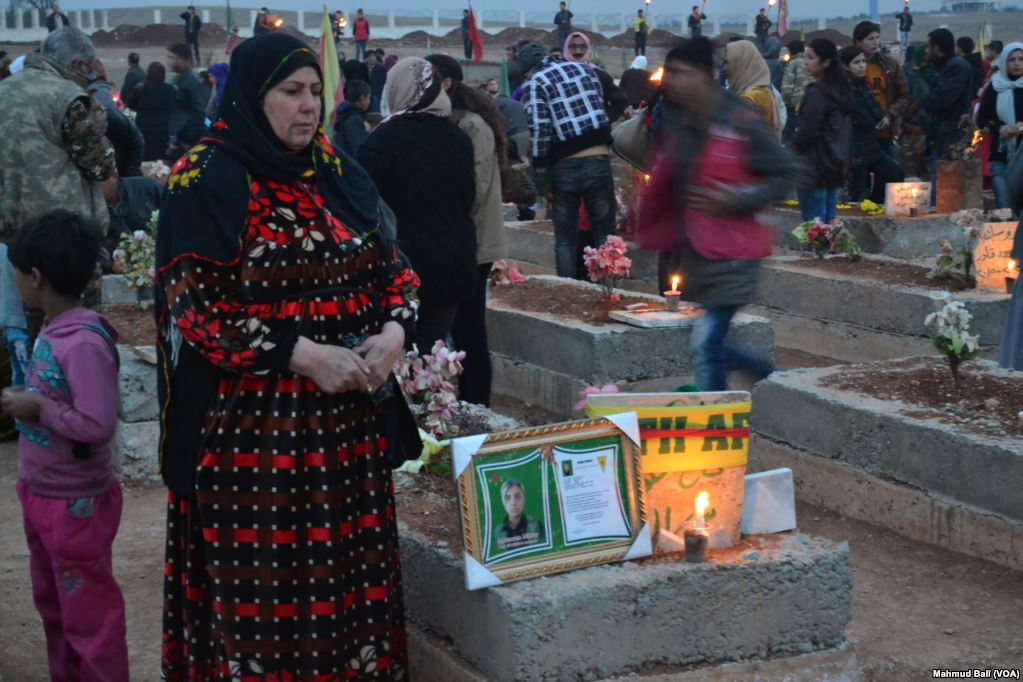
Cimetière de Kobané, lors d'une cérémonie en hommage aux combattants des YPG et YPJ tués au combat, le 26 mai 2017.

Le 7 octobre, l'Observatoire syrien des droits de l'homme (OSDH) déclare que les affrontements livrés depuis le 16 septembre à Kobané ont fait au moins 164 morts dans les rangs des YPG, 9 chez les groupes rebelles alliés aux Kurdes et 219 du côté des djihadistes. Au moins 20 civils ont également été tués par les djihadistes, dont quatre par décapitation. L'OSDH précise cependant qu'il ne s'agit que d'une estimation minimum et que les pertes réelles des deux camps pourraient aller jusqu'au double de ces chiffres,,. Le 7 décembre, l'OSDH estime cependant que les pertes de l'État islamique, alors estimées à au moins 905, pourraient être de 500 morts de plus, il précise avoir des difficultés à comptabiliser les pertes djihadistes en raison de difficulté d'accès à certaines zones et du fait que l'EI ne donne aucun renseignement à propos de ses pertes. D'autres bilans sont donnés par la suite. Le 26 janvier 2015, date où l'État islamique est repoussé hors de la ville de Kobané, l'OSDH affirme qu'au moins 324 combattants kurdes, 12 rebelles et 979 djihadistes ont été tués lors de la bataille. Au 18 avril 2015, l'OSDH estime que la bataille a fait au moins 2 077 morts depuis le 16 septembre, dont 562 YPG, Assayech et volontaires kurdes, 26 rebelles de l'ASL et 1 442 djihadistes de l'État islamique, dont 60 kamikazes, ainsi qu'au moins 39 civils, dont 17 ont été exécutés par les djihadistes, dont deux adolescents et quatre par décapitation.
À la date du 11 octobre, selon des sources hospitalières, 554 combattants kurdes blessés à Kobané ont été admis dans des hôpitaux turcs. En octobre, un médecin kurde présent à Kobané indique que les combats font généralement une demi-douzaine de blessés par jour du côté des combattants, bien que cela monte parfois jusqu'à une trentaine, tandis que du côté des civils il y a environ cinq blessés par jour. À la fin du mois de novembre 2014, selon un médecin kurde de Kobané, plus de 1 000 blessés - combattants et civils - ont été évacués en Turquie, car à Kobané les hôpitaux sont détruits et les médecins ne peuvent traiter que les cas légers, les autres sont évacués en Turquie par le poste de Mursitpinar. Mais les gardes-frontières turcs ne laissent généralement passer les blessés qu'après plusieurs heures d'attente qui sont parfois fatales à certains d'entre eux.
En février 2018, trois ans après la fin de la bataille, Arif Bali, co-président de l'Institut des martyrs de Kobané, affirme que 1 300 à 1 400 combattants kurdes ont été tués dans la ville,. En mai 2018, Ismat Cheikh Hassan, co-président du comité de défense du canton de Kobané (en), déclare pour sa part que 700 combattants kurdes ont été tués pendant la bataille de Kobané. D'après une stèle érigée à Kobané fin 2018, 1 050 combattants kurdes ont trouvé la mort lors de la bataille, entre septembre 2014 et janvier 2015.
En octobre 2019, à Suruç, les tombes de 74 combattants kurdes tombés à Kobané sont détruites par les autorités turques, tandis que le noms figurant sur d'autres tombes sont remplacées par des numéros.
Le 15 octobre, le Pentagone affirme que les frappes aériennes ont fait plusieurs centaines de morts dans les rangs des djihadistes,. Dans un entretien publié le 20 novembre 2014, le général américain John R. Allen estime que les frappes aériennes à Kobané ont fait plus de 600 morts dans les rangs des djihadistes. En 2017, Luke Mogelson, journaliste au New Yorker écrit que plusieurs centaines de combattants kurdes et 2 000 djihadistes sont morts pendant la bataille de Kobané. 
Pour les peshmergas, le Gouvernement régional du Kurdistan déclare le 10 décembre 2014, que les pertes à Kobané sont alors de 11 blessés et aucun tué.
Concernant les réfugiés, la Direction de gestion des crises et catastrophes naturelles de gestion des crises et catastrophes naturelles (AFAD) comptabilise en décembre 200 000 réfugiés en Turquie, mais ce chiffre pourrait aller jusqu'à 50 000 de plus à cause des entrées clandestines.

### Vidéos réalisées par les belligérants
- Vidéos des YPG sur les combats (Youtube).
- Vidéos de l'État islamique sur les combats (Youtube).
- Vidéos de l'ASL sur les combats (Youtube).

### Reportages vidéos
- (en) [vidéo] Newsweek : Kobane Diary: 4 Days Inside the City Fighting an Unprecedented Resistance Against ISIS, par Heysam Mislim, le 15 octobre 2014.
- (fr) [vidéo] A l'intérieur de Kobane, ville martyre, reportage d'I-Télé.
- (fr) [vidéo] AFP : Frappe en direct à Kobané, par Mostafa Abulezz.
- (en) [vidéo] Kobani: The City That Stood Up To ISIS | msnbc, reportage de MSNBC.
- (fr) [vidéo] EXCLUSIF - Syrie : à l'intérieur de Kobané, assiégée par les jihadistes, reportage de TF1.
- (fr) [vidéo] Syrie : Kobané, la reconquête, reportage de France 24, par Michaël Sztanke, Hamid Massoud, Olivier Marzin.
- (fr) [vidéo] Francetv info : VIDEO. Syrie : les images de Kobané ville complètement détruite filmée par un drone.
- (fr) [vidéo] La bataille et ses héros en mémoire, Kobané se reconstruit, France 24, 25 mai 2018.

### Reportages photographiques
- Le Monde : Kobané, ville en guerre, par Edith Bouvier et Jake Simkin.
- Vice news : In Photos: 48 Hours Under Siege by Islamic State Militants In Kobane, par Danny Gold.
- Vice news : En Photos : Le chagrin, la fierté, et l’espoir sur les ruines de Kobané, par Maryam Ashrafi.

### Cartes
- SYRIA KOBANE IS OFFENSIVE (13 SEPT 2014 – 26 JAN 2015), Cartes retraçant l'évolution des combats à Kobané, par Agathocle de Syracuse.
- SYRIA KOBANE YPG COUNTER-OFFENSIVE (19 JAN 2015 – ?), Cartes retraçant l'évolution des combats à Kobané, par Agathocle de Syracuse.